# Годивје (Дебарца)
Годивје је насеље у Северној Македонији, у западном делу државе. Годивје припада општини Дебарца.

## Географија
Насеље Годивје је смештено у западном делу Северне Македоније. Од најближег града, Охрида, насеље је удаљено 40 km северно.
Годивје се налази у историјској области Дебарца, која обухвата слив реке Сатеске и са изразитим планинским обележјем. Насеље је смештено у горњем делу области. Југозападно од насеља издиже се планина Караорман, а северозаапдно Славуј планина. Источно се тло спушта у долину Сатеске. Надморска висина насеља је приближно 960 метара. Околина села је покривена шумама храста и букве. 
Клима у насељу је планинска.

## Становништво
Годивје је према последњем попису из 2002. године имало 92 становника. 
Већину становништва чине етнички Македонци (99%).
Већинска вероисповест је православље.
У селу живе породице:
- Крстески
- Арсенијески
- Софронијески
- Деспотоски
- Тренески
- Дафинчески
- Јаковчески
- Чолакоски
- Ђокоски
- Попађоски
- Дојчиноски
- Личовци